# Unité disciplinaire
Pour les articles homonymes, voir disciplinaire.
Une unité disciplinaire ou unité pénitentiaire est une formation militaire dont les soldats sont des condamnés purgeant en son sein la peine prononcée par une juridiction militaire. Selon sa taille, une telle unité peut être un bataillon disciplinaire, une compagnie disciplinaire ou un régiment disciplinaire.

## Historique
Les premières unités disciplinaires semblent être apparues au XIXe siècle, tant au Royaume-Uni qu'en France. Mais on note que, dès 1679, des anciens galériens, chassés de l'armée régulière, pouvaient prendre un engagement dans la compagnie d'infanterie d'Afrique stationnée sur l'île de Gorée. Au fil du temps, elle devint le « bataillon d'Afrique », dissout en 1825.

## Fonctionnement
Le passage au sein d'une unité disciplinaire est, soit une peine prononcée directement comme telle par la justice disciplinaire, soit un mode alternatif commuant par exemple une peine capitale ou de longues peines d'emprisonnement.
La vie au sein de ces unités, constituées de repris de justice, est réputée pour être particulièrement dure : discipline de fer, missions suicides — lutte antipartisan, déminage sous le feu ennemi, etc. — et la promesse faite aux soldats-condamnés de recouvrer la liberté après leur service demeure bien souvent illusoire.

## Exemples

### Royaume-Uni
- Royal African Corps (en) et les unités qui en dépendaient (1800–1821).

### France
La France est le pays qui a le plus développé la législation sur les unités militaires de détenus et de libérés, que celles-ci soient composées de disciplinaires, c'est-à-dire de soldats chassés de leurs unités d'origine par décision du conseil de discipline et regroupés dans des unités spéciales, ou d'anciens repris de justice libérés de leurs peines de droit pénal militaire ou de droit commun et versés dans des unités de combat.
L'Ancien Régime ne réussit jamais à établir un système viable de longue durée pour les condamnés de l'armée. La peine de mort pour trahison à l'époque médiévale, les galères dès le XVIe siècle, le service de la rame devenant une souffrance avec l’installation de l’artillerie dans les navires, ne traduisent qu'un abaissement de la pénalité. En 1748, lorsque les galères deviennent complètement obsolètes à cause des progrès de la marine et se transforment en bagnes portuaires, (bagne de Brest de 1748 à 1858, bagne de Toulon de 1748 à 1873, bagne de Rochefort de 1776 à 1852) on en est toujours au même point. Les civils sont mélangés avec les militaires, et la réinsertion civile ou militaire est inexistante.
Le marquage au fer rouge (fleur de lys ou l’inscription "GAL") fut dans les galères la symbolique de l’exclusion définitive. L'ex-soldat recevait un « cartouche rouge d'infamie » l'excluant à vie de l'armée. Il ne pouvait signer d'engagement qu'au sein du bataillon d'Afrique, unité postée au Sénégal depuis 1679, et dont la force varia d'une compagnie à deux ou trois, soldées par les compagnies de traite négrière. Les bataillons d'infanterie légère d'Afrique récupérèrent son nom en 1832.
C'est Louis XVI, le premier, qui ordonne en 1775 la création des « galères de terre » afin de séparer les militaires des civils. Les places de Lille, de Metz, de Besançon et de Lyon se partagent les soldats condamnés pour délit militaire, le plus souvent la désertion.
Avec la Révolution, les armées atteignent des chiffres exceptionnels et se heurtent dès la politique de la réquisition (1793) au nombre croissant de jeunes gens réfractaires ou déserteurs. De nouveaux bagnes pour militaires et marins ouvrent (bagne de Nice de 1792 à 1811, bagne de Lorient de 1796 à 1830, bagne du Havre de 1798 à 1803, bagne de Cherbourg de 1803 à 1815).
On s'essaye en 1796 à constituer une « légion noire » composée de bagnards libérés, des Chouans du bagne de Brest et des Vendéens du bagne de Rochefort, mais l'essai tourne court. La même année, de jeunes délinquants sont versés dans la marine. Comme la royauté qui récupérait naguère des libérés pour servir dans les dragons, les régimes politiques issus de la Révolution n'entendent pas écarter des servitudes militaires les repris de justice aptes au port des armes.
Le consulat crée en 1801 le dépôt colonial du Havre pour les déserteurs et les réfractaires, puis l’année suivante de nouveaux dépôts à Dunkerque, Nantes, Rochefort, Bordeaux, Marseille, et enfin à Villefranche-sur-Mer et à Ajaccio. Le décret du 16 août 1803 crée 4 bataillons coloniaux (Bergues, Îles Saint-Marcouf , Île d'Yeu, Belle-Île) forts de 600 hommes, soumis à une discipline implacable où déserteurs, réfractaires et condamnés de droit commun ont vocation à être redressés pour faire le service aux colonies. Les troupes partent pour Saint-Domingue, la Guadeloupe et la Martinique.
Les campagnes meurtrières de 1805 à 1809 drainent vers les citadelles des divisions militaires territoriales un nombre toujours constant d’hommes rebelles à l’ordre impérial. On crée donc 5 régiments de repris et de détenus : Walcheren, Belle-Île, Île de Ré, ainsi que les 1er et 2e régiments de la Méditerranée.
Au moment de la campagne de Russie (1812), ces régiments sont transformés en 131e, 132e et 133e RI et en 35e et 36e légers. Intégrées à la division Durutte du IXe corps Augereau, ces troupes se battent bravement et se couvrent de gloire à Wolkowysk (1812) en Saxe (1813) et à Rosnay (1814). Régiments et bataillons sont tous dissous en 1814 lors de la première Restauration. Il n'y aura plus jamais d'unités disciplinaires à gros effectifs.
L'ordonnance du 1er avril 1818 créé dix compagnies de discipline (cinq de fusiliers et cinq de pionniers) qui sont installées à Arras, Besançon, Cherbourg et Strasbourg. 
Après le début des opérations en Algérie, en juin 1830, les compagnies de discipline sont envoyées, ou créées en Algérie. Le 31 octobre 1831, la 5e compagnie de fusiliers de discipline et la 5e compagnie de pionniers de discipline sont formées en Afrique.
Par ordonnance du 20 décembre 1832 les 6e et 7e compagnies de fusiliers de discipline sont formées à Alger et Bône.

Fusilier d'une compagnie de discipline en 1843.

Les bataillons d'infanterie légère d'Afrique, les « Bat d'Af' », formés à partir de 1832, sont constitués de détenus libérés ayant à achever leur service après un temps de détention plus ou moins long. Il ne s'agit pas à proprement parler d'unités disciplinaires ; ce rôle était réservé aux compagnies de fusiliers et de pionniers de discipline, appelées « Biribi ».
Au 1er janvier 1849, on dénombre une douzaine de compagnies de discipline, différenciées en fusiliers et pionniers. Ces compagnies, commandées par des capitaines, tiennent garnison à Mostaganem, Dellys, El Assel, Philippeville, Tenes, Bougie, Oran et Cherchell. Elles seront dissoutes en 1910 et remplacées par les sections spéciales.
On créera en 1870 un bataillon de marche des compagnies de discipline (4 compagnies de fusiliers et une de pionniers) mais il sera dissous le 31 décembre 1870, après quelques combats autour du Mans au sein de la 2e armée de la Loire du général Chanzy.
La Légion étrangère, au fil des années, a constitué ses propres unités disciplinaires, que ce soit à Colomb-Bechar ou en Extrême-Orient. La dernière unité de discipline de l'armée française fut la Section d'épreuve de la Légion étrangère, stationnée à Corte (Corse), dissoute en décembre 1976.

### Italie
Au début du vingtième siècle, l’Alliance antimilitariste, la Jeunesse socialiste, les syndicalistes révolutionnaires, les socialistes pacifistes et les anarchistes mènent une campagne pour la dissolution des compagnies disciplinaires.

#### Italie fasciste
- Battaglione di rigore du « Genio Lavoratori » de la République sociale italienne.

### Allemagne nazie
- Les Bewährungsbataillon, bataillons disciplinaires de la Wehrmacht, dont :
  - Strafdivision 500 (de), même si le nom de division qui lui est attribué ne correspond pas véritablement aux effectifs de l'unité.
  - « Strafdivision 999 », première appellation de ce qui deviendra par la suite la 999. leichte division Afrika-Division qui connut les combats de la Guerre du Désert.
- Au sein de la Luftwaffe, le Luftwaffe Strafbataillon 6
- Au sein de la SS :
  - la brigade Dirlewanger.
  - le 500e bataillon parachutiste SS (de)[9]

### Union soviétique
- Shtrafbat (en), bataillons de prisonniers du NKVD

Nota : L'autobiographie de l'auteur soviétique Vladimir Karpov évoque son passage au sein d'une unité disciplinaire de l'Armée rouge, dont il est libéré pour acte de bravoure ; il terminera la guerre comme colonel d'une unité de la Garde et sera fait Héros de l'Union soviétique.

### Espagne franquiste
- 91e bataillon disciplinaire (en espagnol : batallón disciplinario), stationné à Vilaflor sur l'île de Ténérife entre 1941 et 1944. Bataillon de Melilla pour les policiers (asaltos) et gendarmes (guardia civil) républicains. En 1940, l armée espagnole aurait compte 90 bataillons disciplinaires totalisant près de 90 000 hommes, ce qui la place en tête de toutes les armées au monde.

### États-Unis
- Les Galvanized Yankees (en) : pendant la Guerre de Sécession, les prisonniers de guerre des États confédérés ayant fait allégeance à l'Union étaient autorisés à rejoindre les rangs de l'armée de l'Union, et servaient sur la frontière de l'ouest au sein de diverses unités connues sous cette dénomination.

### Croatie
- Kaznjenička bojna, unité spéciale croate créée en 1991 et ayant participé aux guerres de Yougoslavie jusqu'en 1994.

## Dans la fiction
L'imagerie véhiculée par l'existence d'unités disciplinaires au cours de l'histoire a fait florès dans les œuvres de fiction :
- Georges Darien, dans son ouvrage Biribi, évoque son propre passage dans ces bataillons d'Afrique.
- Штрафбат (ru), série télévisée russe en onze épisodes, réalisée par Nikolaï Dostal en 2004, encensée par la critique.
- Les Douze Salopards, film américain réalisé par Robert Aldrich en 1967, adapté du roman d'Ernest M. Nathanson ; l'intrigue porte sur un commando suicide de douze condamnés américains.
- Sven Hassel, écrivain danois, auteur d'une série de romans portant sur le 27e régiment disciplinaire blindé.
- Le Temps de la colère, film américain réalisé par Richard Fleischer en 1956 ; le film porte sur un homme envoyé au sein d'une unité disciplinaire et allant combattre sur le front japonais.
- Dans la trilogie de Paullina Simons (en) Le Chevalier de bronze (en), le personnage principal, Alexander Belov, est condamné à servir au sein d'un bataillon disciplinaire de l'Armée rouge.
- Dans le jeu vidéo Command and Conquer : Alerte rouge 3, le camp soviétique dispose d'unités disciplinaires antiaériennes ; les commentaires de ces unités font état de leur situation contrainte au sein de ces unités.
- Dans le jeu de figurines Warhammer 40,000, les unités intitulés « légions pénales » sont constituées de prisonniers condamnés sous n'importe quel prétexte, depuis un retard de restitution d'ouvrage à la bibliothèque jusqu'au meurtre.
- Dans le manga Sekirei, certaines unités sont désignées comme des « escouades disciplinaires ».
- Dans le jeu vidéo Men of War: Condemned Heroes, le joueur incarne et contrôle plusieurs sections et groupes d'unités disciplinaires soviétiques pendant la Seconde Guerre mondiale.
- Dans le jeu vidéo Company of Heroes 2, l'URSS peut former des sections d'infanterie disciplinaire en complément des simples unités de conscrits. Ils font régulièrement référence à leur statut, disant notamment « Mieux vaut mourir sous les balles ennemies qu'être exécutés ! ».
- La bande dessinée Universal War One de Denis Bajram suit les membres de l'escadrille Purgatory, une unité constituée d'officiers en attente de jugement en cour martiale.

## Sources